# Cattleya intermedia
Cattleya intermedia är en orkidéart som beskrevs av Robert Graham och William Jackson Hooker. Cattleya intermedia ingår i släktet Cattleya och familjen orkidéer. Inga underarter finns listade i Catalogue of Life.

## Bildgalleri

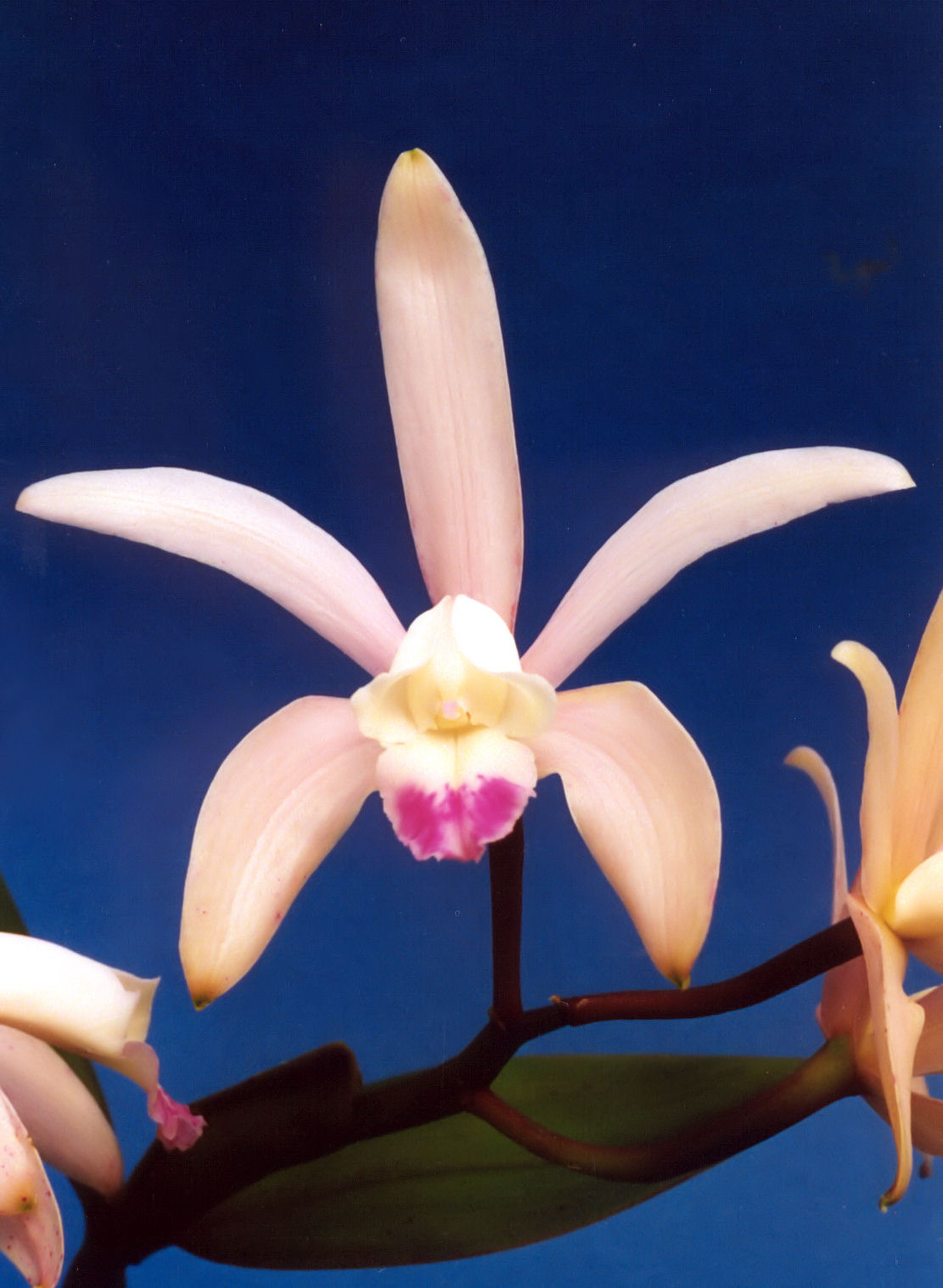
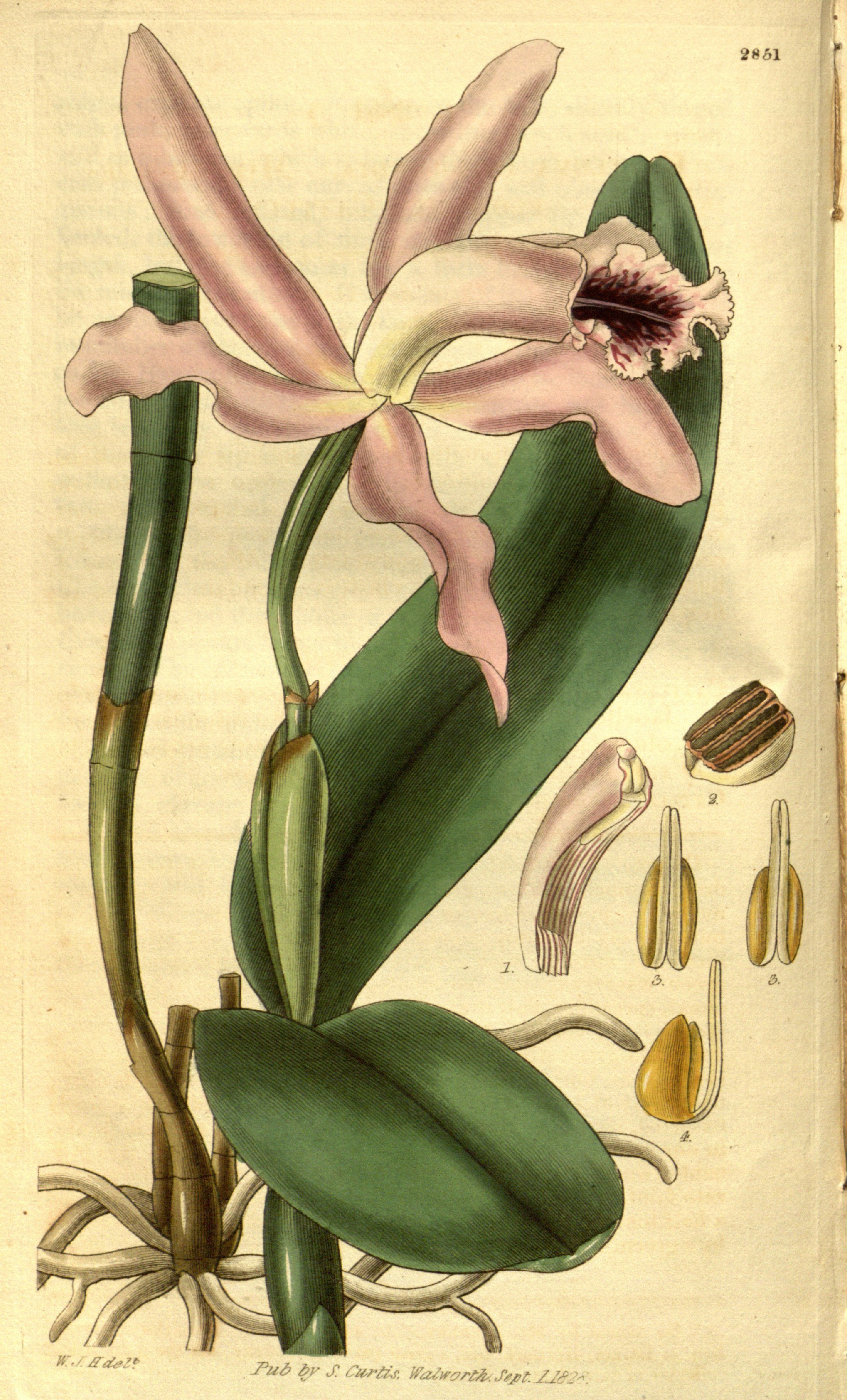
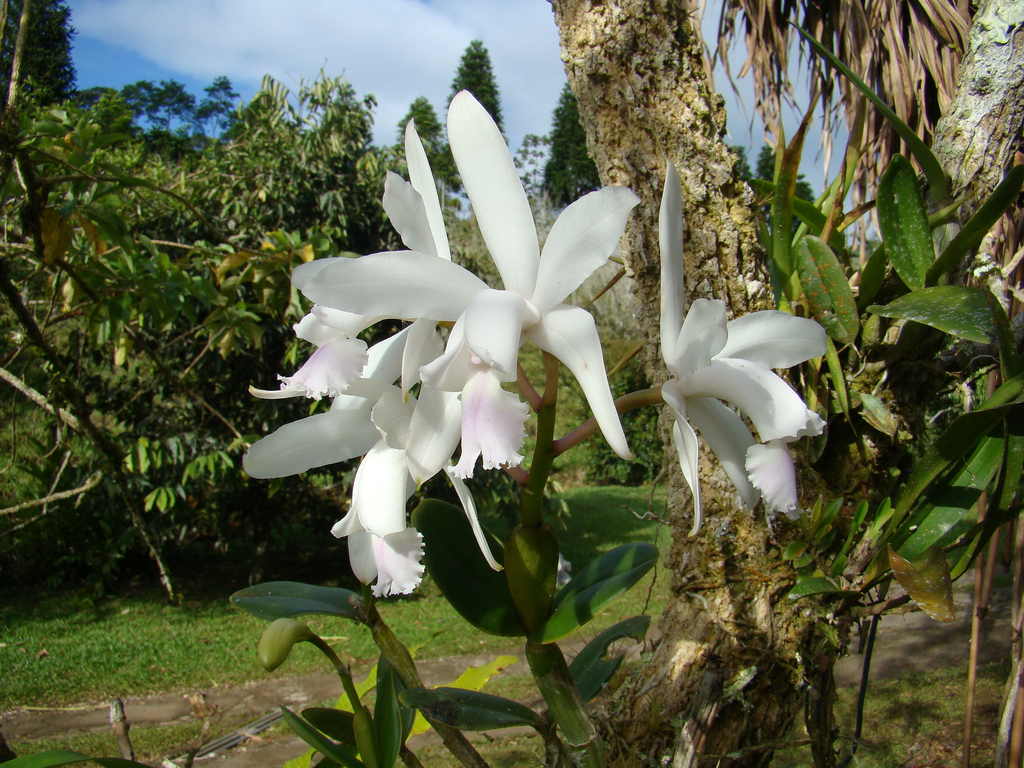
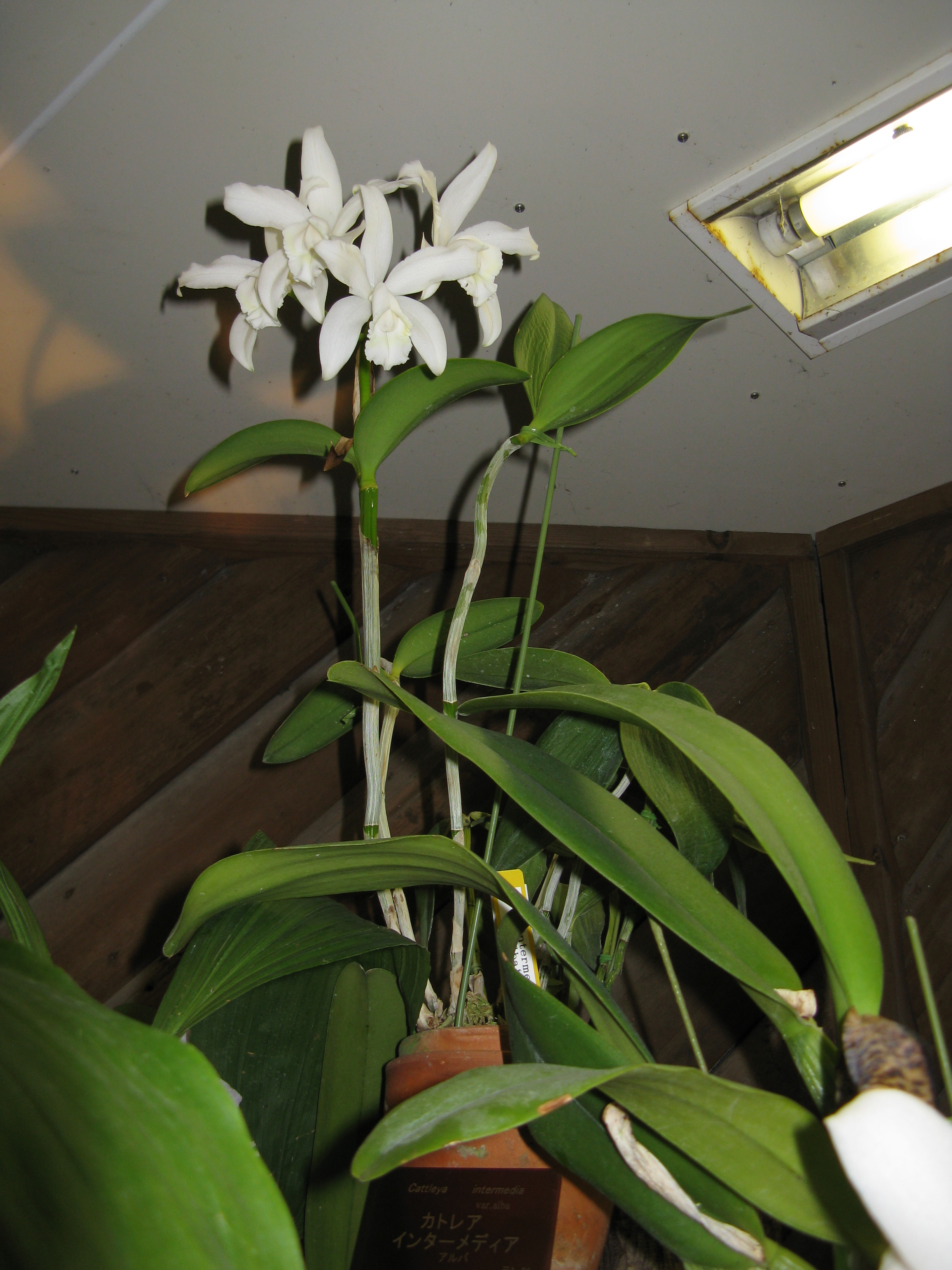
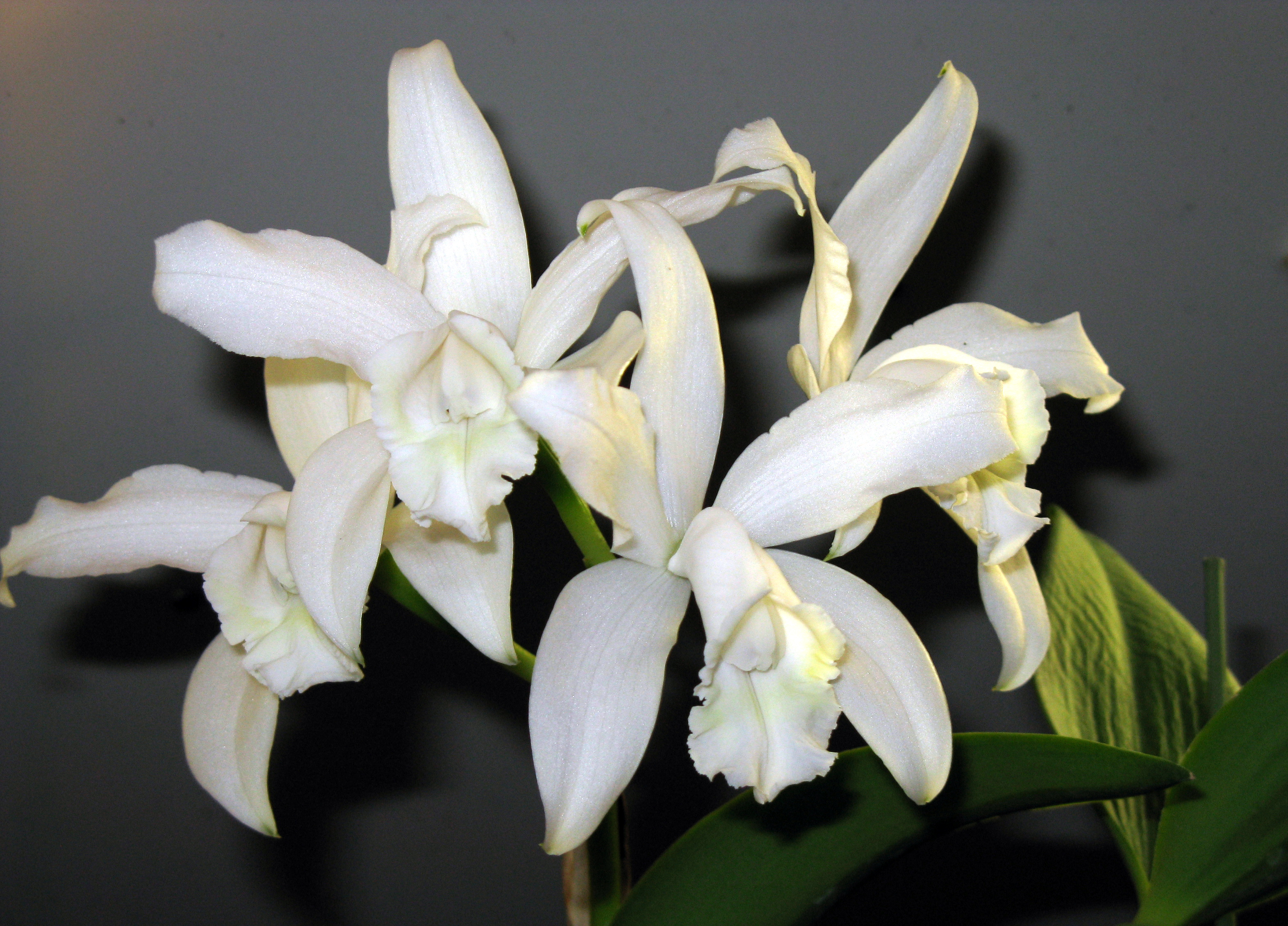
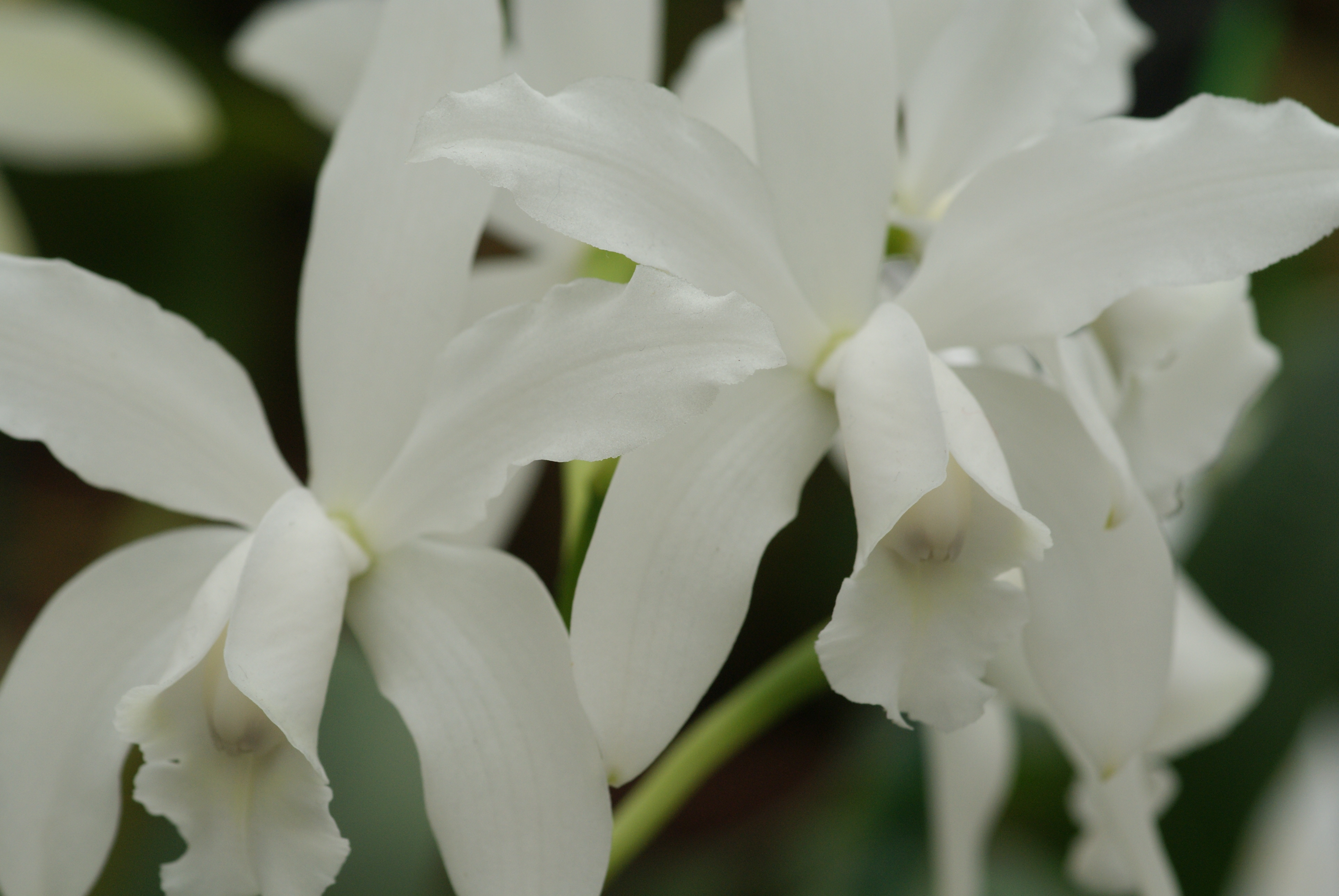